# علاقات اليمن الخارجية

الدول التي يتربط اليمن بعلاقات دبلوماسية بها.

علاقات اليمن الخارجية هي العلاقات الدبلوماسية بين اليمن ودول العالم. اليمن عضو في الأمم المتحدة وجامعة الدول العربية ومنظمة التعاون الإسلامي وحركة عدم الإنحياز. قبلت الجمهورية اليمنية المسؤولية عن جميع المعاهدات والديون من الأنظمة السابقة. انضمت اليمن إلى معاهدة عدم انتشار الأسلحة النووية، وأكدت على ضرورة جعل منطقة الشرق الأوسط خالية من الأسلحة النووية وغيرها من أسلحة الدمار الشامل.
علاقات اليمن بشكل عام جيدة مع باقي الدول العربية وتحسنت العلاقات بشكل ملحوظ مع قطر عقب ثورة الشباب  واليمن بلد ضعيف الموارد النفطية رغم الفرص الأخرى الموجودة ليلعب دورا أكبر على الساحة الدولية لكن النزاعات الداخلية أبقت اليمن يدور في حلقة مفرغة.

## المنطقة العربية

### السعودية
علل المراقبون التدخلات السعودية في اليمن لسببين رئيسيين:
- يمن موحد قد يشكل تحديا للهيمنة السعودية على شبه الجزيرة العربية ودافعا لليمنيين لنقض المعاهدة التي تمت عام 1934 وأثرت السعودية على قرارات شمال اليمن لأعوام 1972، 73، 79 و80 لنقض اتفاقيات الوحدة.
- تعمل الرياض على منع أي قوة أجنبية من بناء قواعد لها في اليمن وتفضل الرياض أن تبقى طبيعة الأنظمة ملكية في الجزيرة العربية وتعمل على استمالة مشايخ قبليين في اليمن لإبقاء النظام اليمني صديقا وحليفا لها.

في عام 1973 عندما سئل جوزيف سيسكو، أحد كبار المسؤولين في وزارة الخارجية الأمريكية، عما إذا كانت صفقة السلاح المقترحة حينها تهديدا لإسرائيل أجاب بقوله:«السعودية تنظر للجنوب لا الشمال»  على مدى 33 سنة من حكم صالح لليمن، كانت أغلب المشاريع الحيوية والخدمية في البلاد عبارة عن مساعدات أجنبية أغلبها مقدم من الصين والإتحاد السوفييتي سابقا واليابان أغلب المساعدات المالية السعودية كانت لنظام علي عبد الله صالح وإبقاءه  هناك شكوك عند كثير من اليمنيين أن للسعودية دور في اغتيال إبراهيم الحمدي على الرغم أن الموضوع لم يتم البت فيه بشكل كامل. وهو ماعبر عنه عدد من المتظاهرين في ميادين صنعاء عندما سألوا عن سبب رفعهم لصور الرئيس الحمدي من قبل مؤسسة جيمس تاون الإستخباراتية (إنجليزية:The Jamestown foundation) والتي وصفت الدور السعودي في اليمن «باليد الخفية» بعد ثورة سبتمبر 1962، قامت السعودية بمساعدة الملكيين في محاولة لهزيمة الجمهوريين ولم تعترف بالجمهورية العربية اليمنية حتى عام 1970. في الوقت نفسه، واصلت المملكة اتصالها المباشر مع القبائل اليمنية، مما أدى لتوتر علاقتها بالحكومات اليمنية وبالذات حكومات عبد الرحمن الأرياني وإبراهيم الحمدي بسبب تلقي عدد من مشايخ القبائل لمرتبات شهرية طائلة من قبل الحكومة السعودية وهو مايؤدي لتفاقم دور المشايخ في مجتمع وسياسة اليمن الداخلية ويعرقل جهود أي حكومة مركزية للتعامل مع المواطنين مباشرة عوضا عن التواصل مع شيوخ قبائلهم وبذلك تستطيع السعودية التأثير على القرارات السياسية عن طريق دعمها لبعض مشايخ القبائل وضمان استمرارية الهيكلة الاجتماعية والسياسية التي كانت سائدة قبل إسقاط الملكية في اليمن تحسنت العلاقات بسبب سياسة علي عبد الله صالح المداهنة للقبائل. تأثرت علاقات اليمن كثيرا بعد رفض علي عبد الله صالح التصويت لصالح قرارات الأمم المتحدة وجامعة الدول العربية لجلب قوات أجنبية لتحرير الكويت من القوات العراقية عام 1990. علاقات اليمن بشكل عام جيدة مع باقي الدول العربية إلا أن توجه علي عبد الله صالح لدعم عراق صدام حسين، أبعده عن التيار السياسي السائد في المنطقة العربية لزمن. بشكل عام، فإن السعودية عملت على إضعاف الحكومة المركزية في اليمن بمختلف الأساليب فاليمنيين هم أكثر سكان الجزيرة العربية وجمهورية ناجحة في شبه الجزيرة العربية ليست مصدر ارتياح للأسرة السعودية الحاكمة وفق مختصين في الشأن اليمني 

### عمان
علاقة اليمن بعمان جيدة بإستثناء اليمن الجنوبي الذي دعم ثورة ظفار ضد النظام السلطاني القائم في عمان فكانت علاقات اليمن الجنوبي متوترة مع جيرانه بسبب توجهه الماركسي

### الإمارات
بدأت العلاقات الدبلوماسية بين الإمارات واليمن عام 1971 ، زار زايد بن سلطان اليمن أربع زيارات رسمية كانت الأولى في 21 نوفمبر 1972 والرابعة في 21 ديسمبر 1986 عندها افتتح سد مأرب والذي أعيد بناؤه على نفقة الإمارات.

### قطر
علاقة اليمن مع قطر قديمة، حيث قامت علاقات دبلوماسية بين البلدين وافتتح كل منهما سفارته في عاصمة البلد الآخر في منتصف السبعينيات من القرن الماضي حيث جسد ذلك بداية مهمة للتطور في العلاقات بين البلدين، ووقع البلدان خلال تاريخ العلاقات بينهما (81) وشهدت الفترة 1990م-2000م توقيع وزيري الخارجية في البلدين على محضر إنشاء اللجنة الوزارية اليمنية القطرية المشتركة، وفي عام 1993م تم الاتفاق على تبادل الآراء والخبرات والتنسيق في المواقف السياسية المختلفة وفي المحافل الدولية بما يعمق أواصر الأخوة بين البلدين، وهو ما تجسدت في المواقف الأخوية والقومية والإسلامية الوحدوية لدولة قطر أثناء الأزمة السياسية وحرب الردة والانفصال في مجلس الأمن الدولي وجامعة الدول العربية ومجلس التعاون الخليجي وما أعقب ذلك من زيارات متبادلة للرئيس علي عبد الله صالح وأمير دولة قطر الشيخ حمد بن خليفة آل ثاني.
تأزمت العلاقة بين البلدين أثناء ثورة الشباب اليمنية بسبب اتهام صالح لقطر بدعم الثورة والمعتصمين.

### العراق
العلاقات الثنائية بين الجمهورية اليمنية وجمهورية العراق وهي علاقات قديمة دينية وإثنية
تسبق قيام الجمهوريات في البلدين. في ثلاثينات القرن العشرين تعلم عدد من ضباط الجيش اليمني في المعاهد العسكرية العراقية منهم العقيد أحمد بن يحيى الثلايا 
في 1979 وقعت الاتفاقية الاقتصادية الموقعة بين العراق واليمن في مجال التعاون في حقول الثقافة والأعلام.وفي 16 شباط 1989 وقع كل من اليمن والأردن والعراق ومصر في بغداد على اتفاقية تأسيس مجلس التعاون العربي إنفرط المجلس لتباين وجهات النظر بين رؤساء الدول في تلك الفترة. كان عراق صدام حسين والرئيس اليمني السابق علي عبد الله صالح على ارتباط وثيق فقد عارض صالح قرار جلب قوات أمريكية لتحرير الكويت من الجيش العراقي حينها عام 1990. يتواجد حوالي 70,000 مواطن عراقي في اليمن 2,926 منهم فقط مسجل كلاجئ لدى الأمم المتحدة ويرفض غالبيتهم التسجيل كلاجئ ومعظمهم بمستوى تعليمي جيد في عام 2009، تم تعيين الدبلوماسي أسعد السامرائي سفيراً إلى صنعاء. قامت الحكومة اليمنية بتعيين ضباط عراقيين بعثيين في أجهزة الإستخبارات وشكى العديد من المواطنين العراقيين أن ذلك كان سبباً لتعقيد إجراءاتهم في اليمن من تجديد للإقامة وحق العمل ويعتقدون أن لانتماءاتهم المذهبية سبب في ذلك.

## آسيا

### إيران
العلاقات بين الدولتين منذ الثورة الإسلامية في عام 1979 كانت ودية، ومع ذلك، تضررت في السنوات الأخيرة لدعم الجمهورية الإسلامية للمتمردين الحوثيين الذين يشاركون في نزاع مسلح مع القوات الحكومية اليمنية. تتهم السلطات اليمنية بشكل متكرر إيران بتوفير التمويل والأسلحة إلى الشيعة الحوثيينالمتمردين. ونشرت إيران الغواصات والسفن الحربية قبالة ساحل اليمن، فيخليج عدن والبحر الأحمر، بدعوى مكافحة القرصنة.
- العلاقة خلال وبعد ثورة الشباب:

مع تفاقم الأوضاع في سورية وصدور تقارير وتحليلات عن احتمالية قرب سقوط نظام بشار الأسد، تحدث الرئيس اليمني عبد ربه منصور هادي عن تدخل إيراني في اليمن والقبض على خلايا تابعة لها في صنعاء أثناء زيارته للولايات المتحدة في سبتمبر 2012 وأعاد رئيس الأمن القومي اليمني الجنرال علي حسن الأحمدي الاتهامات لطهران بدعم الحوثيين عسكرياً أواخر العام 2012 متهما طهران بمحاولة إيجاد موطئ قدم لها في اليمن لإدراكها بقرب سقوط نظام الأسد وفق معهد الدراسات الإستراتيجية لكلية جيش الولايات المتحدة الحربية (إنجليزية:United States Army War College)، فإن الولايات المتحدة تعي احتمالية تدخل إيراني ولكن حتى اللحظة لم تقدم الحكومات اليمنية سواء بقيادة علي عبد الله صالح أم عبد ربه منصور هادي دليلا قاطعاً بشأن التدخل إذ أعلنت الحكومة اليمنية عدة مرات عن اعتقالها لجواسيس إيرانيين ولم تقدم أي منهم لمحاكمة علنية أو تعلن أسمائهم وعندما ظهرت مطالبات تقديمهم للعلن، أعلنت الحكومة اليمنية أنه تم الإفراج عنهم وليست المرة الأولى التي تلجأ فيها الحكومة اليمنية لاتهام أطراف خارجية للتغطية على فشلها ومحاولة «حفظ ماء الوجه».
و اتهمت السلطات اليمنية إيران مجدداً بانها تدعم مخطط خارجي لإرباك لجنة الحوار الوطني عن طريق خلط الأوراق وتنظيم فعاليات في صعدة شمالا والجنوب لإعاقة التحركات الرامية لانعقاد مؤتمر الحوار الوطني.
أعلنت الحكومة اليمنية عن ضبطها لسفينة إيرانية تحمل صواريخ ومضادات للطائرات وأجهزة رؤية ليلية صرحت الحكومة أنها كانت متجهة لجماعة الحوثيين وقدمت اليمن طلباً لمجلس أمن الأمم المتحدةللتحقيق حول الحادثة
وبقي موقف طهران على ماهو عليه منذ 2009 وهو الاستمرار في النفي. ولمنظري وقادة الجماعة مواقف متصالحة مع إيران بشكل عام ومتوافقة مع سياستها الخارجية بشأن الكثير من القضايا والملفات في المنطقة العربية وأُتهمت طهران كذلك من ناشطين مدنيين بدعم الحوثيين عسكرياً وسياسياً وعزوا رفض الجماعة ترك السلاح والانخراط في العمل السلمي إلى إيران.

### روسيا
أعلنت الجمهورية اليمنية في 30 ديسمبر 1991 رسميا اعترافها بروسيا الاتحادية بصفتها الوريثة الشرعية للأتحاد السوفيتي السابق وبضمن ذلك الاعتراف بجميع المعاهدات والاتفاقيات الدولية السارية المفعول. وقعت أول معاهدة للصداقة والتجارة بين موسكو وصنعاء في عام 1928، بينما اقيمت العلاقات الدبلوماسية بينهما في عام 1955.
في ظل ثورة الشباب اليمنية الداعية لرحيل الرئيس السابق علي عبد الله صالح، ساعدت روسيا بصفتها عضوا دائماً في مجلس الأمن الدولي على عرقلة قرار يدين الحكومة اليمنية حيال القمع الدموي الذي يقوم به النظام 20 أبريل.

### الهند
دائماً ظلت العلاقات بين الهند واليمن ودية، كما نرى البلدين شاركت في الاتصالات التاريخية والثقافية المتبادلة. أقيمت العلاقات الدبلوماسية بين نيودلهي وصنعاء في تشرين الثاني/نوفمبر 1967 عندما الهند الاعتراف باستقلال اليمن من المملكة المتحدة. تواصل العلاقات تكون في حالة جيدة على الرغم من الهند في إطار شراكة وثيقة مع المملكة العربية السعودية أو في اليمن علاقات وثيقة مع باكستان. 

### إسرائيل
لا توجد علاقات رسمية بين اليمن وإسرائيل ولكنه منفذ إسرائيل الوحيد إلى المحيط الهندي وهو مازاد من أهميته في أعين الإستراتيجيين الإسرائيليين ودافعا للدولة العبرية لترسل أسلحة لمساعدة القوات الملكية خلال ثورة 26 سبتمبر بهدف إضعاف المصريين ومنعهم من الاستفادة من موقع اليمن الإستراتيجي  وتريد إسرائيل علاقات طبيعية مع اليمن ويقلل المراقبون من جدية رغبة إسرائيل في بناء قواعد لها على جزر البحر الأحمر الجنوبية ولكنها أبقت على التهديد لعله يغير وجهة نظر اليمنيين بشأن علاقات دبلوماسية طبيعة مع الدولة العبرية خاصة أن كثير من الجزر رسميا تابعة لليمن بقرارات من المحكمة الدولية إلا أن السيادة اليمنية الفعلية تكاد تكون شبه معدومة لانشغال القوات النظامية بصراعات ونزاعات داخلية لا تنتهي مع خصوم محليين ولكن العواطف الدينية والقومية لا تزال ترسم ملامح المشهد السياسي اليمني  لم تكن العلاقات الإيرانية اليمنية قوية يوما ولكنها لم تكن مضطربة كذلك إلا أنها توترت كثيرا عقب الاتهامات التي وجهتها الحكومة اليمنية لطهران بدعم الحوثيين.

## أفريقيا

### إثيوبيا
العلاقات الحديثة بين البلدين تأسست عام 1935 بين المملكة المتوكلية اليمنية والإمبراطور هيلا سيلاسي، وكان لكل من الإمام يحيى حميد الدين وأحمد حميد الدين علاقات جيدة مع إمبراطور إثيوبيا. ومنذ قيام الوحدة اليمنية عام 1990، تحسنت العلاقات إلى الأفضل بعد سقوط النظام الشيوعي الحاكم في إثيوبيا.

### جيبوتي
العلاقات بين اليمن وجيبوتي جيدة، ويجري التعاون على مستويات عديدة. وقد اقترح جسر بين البلدين.

### إريتريا
وفي عام 1995، كان هناك نزاع بين اليمن وإريتريا على جزر حنيش. إريتريا قد نصف، في حين أن اليمن قد نصف.

### الصومال
المهاجرين من الصومال الفارين من الحرب الأهلية الصومالية الطويلة يشكلون عددا كبيرا من المهاجرين في اليمن. مسح اللاجئين العالمي لعام 2008، الصادر عن «اللجنة الأمريكية» للاجئين والمهاجرين، وتقدر أن الصوماليين في اليمن 110,600 في عام 2007، وهو جزء صغير من المواطنين الصوماليين المقدر قوامها 700,000 الذين يعيشون ويعملون في اليمن. وصل نحو 50,000 من المهاجرين من أفريقيا في 2008 مقارنة مع نحو 30,000 في عام 2007، مع معظم القادمين من الصومال. العديد من المهاجرين يقومون بالرحلة الخطرة من الصومال إلى اليمن عبر خليج عدن، وكثير منهم يغرق. وفقا لاندرو نايت المفوضية، في عام 2008، على الأقل 384 من المهاجرين يموتون غرقا في عرض البحر، بينما 359 آخر في عداد المفقودين؛ في عام 2007، كان عدد القتلى 654 من المهاجرين غرقوا في البحر و 654 آخر في عداد المفقودين.

## أوروبا

### هولندا
وقعت المملكة المتوكلية اليمنية ومملكة هولندا اتفاقية صداقة عام 1933

### فرنسا

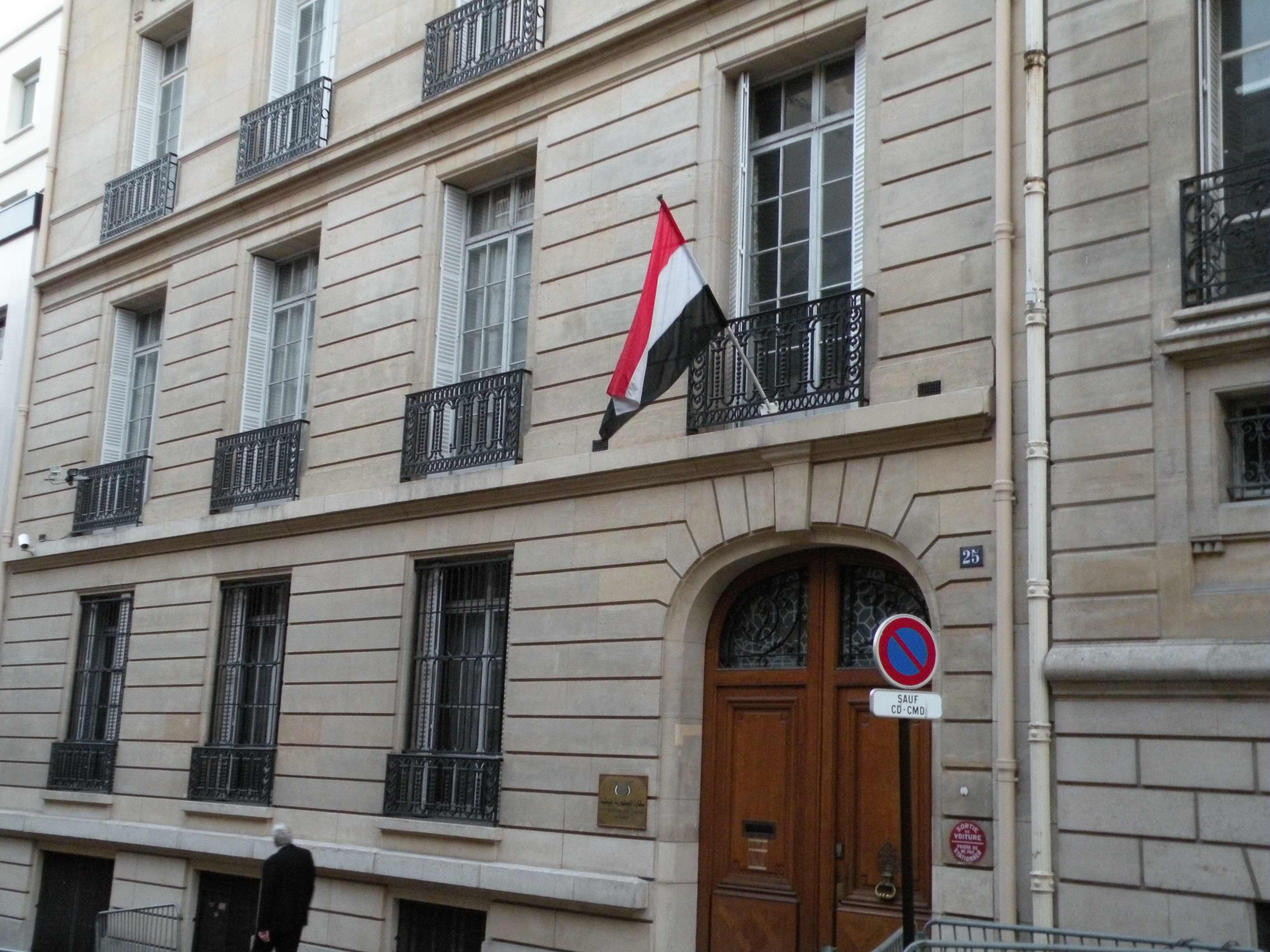
سفارة اليمن في باريس

### إيطاليا
العلاقات الدبلوماسية بين إيطاليا واليمن بدأت في. ولليمن سفارة في روما. ولإيطاليا سفارة في صنعاء. في 2 سبتمبر 1926 تم التوقيع المعاهدة الإيطالية اليمنية بمقتضاها تم لإيطاليا حق السيطرة على الساحل الشرقي للبحر الأحمر، وكانت إيطاليا في عهد حاكمها موسوليني الذي قبض على زمام الحكم سنة 1922، وكانت سياسته قائمة على الغزو والتوسع.

## أخرى

### الولايات المتحدة

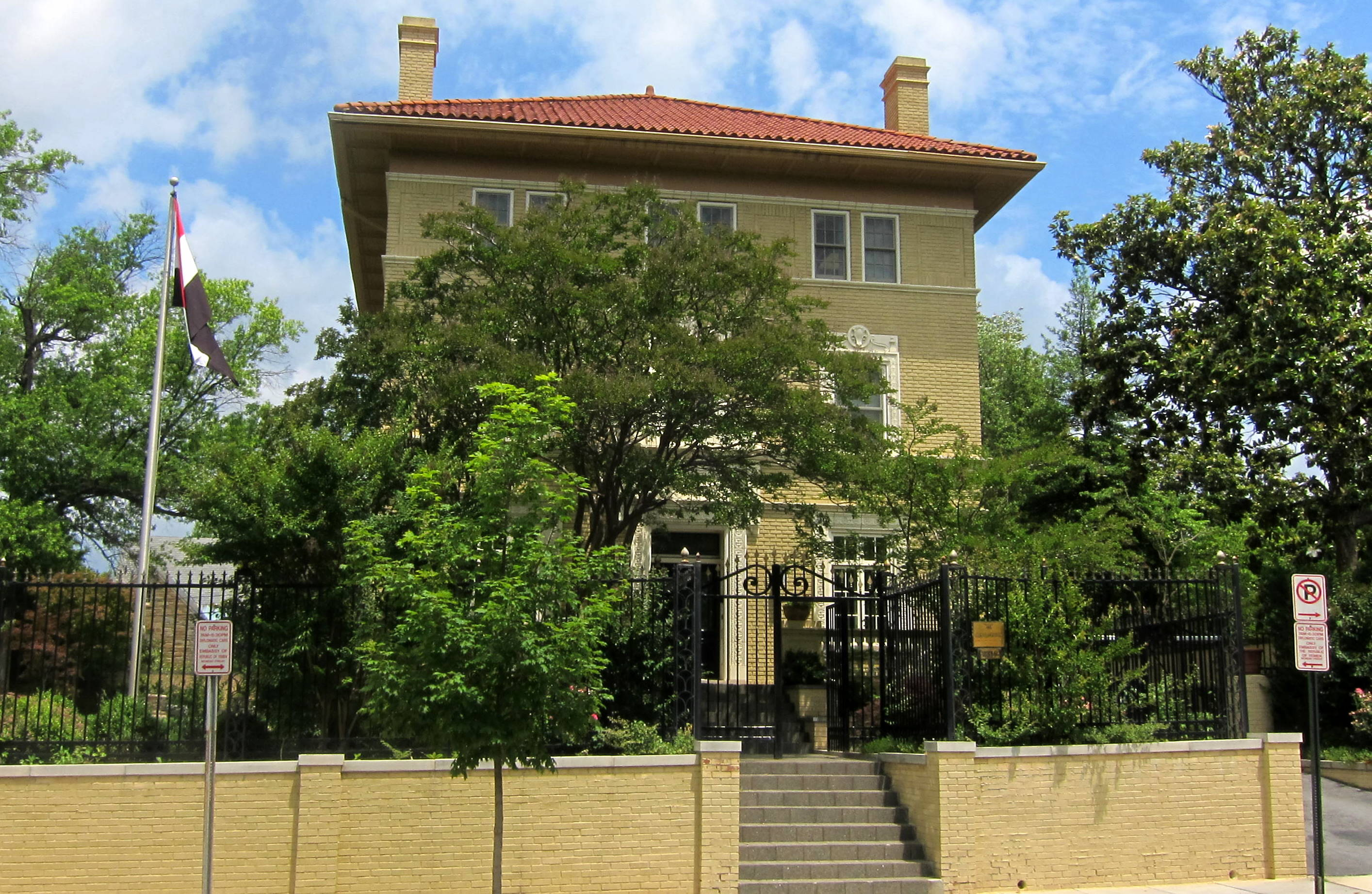
سفارة اليمن في واشنطون

كانت الولايات المتحدة برئاسة جون كينيدي من أوائل الدول التي اعترفت بالجمهورية العربية اليمنية وتجاهلت الملكيين عكس بريطانيا والتي رأت في الثورة تهديدا مباشرا لوجودها في عدن  علاقات الولايات المتحدة مع اليمن لم تكن ودية دائما، فقد دأب علي عبد الله صالح على إستغلال الاضطرابات الأمنية لجلب الأموال فالأميركيون متيقنون أنه كان مسؤولا عن هروب ثلاثة وعشرين إرهابي من سجن الأمن المركزي بصنعاء في 3 فبراير عام 2006 ومرد شكهم أن الحادث وقع بعد إعلان الولايات المتحدة أن اليمن ليس مصدر قلق للأمن القومي الأمريكي وقطع المساعدات الأمريكية وطرد اليمن من شركة تحدي الألفية نتيجة تخاذل علي عبد الله صالح عن الإيفاء بوعوده بشأن الفساد والإصلاحات السياسية وقد تحدث مخبرون أميركيون عن نكات صالح في مجالسه الخاصة حول قدرته على «نزع الصوف من أعين الأميريكيين» تمكن عبد ربه منصور هادي من استعادة محافظة أبين من ماعرف بأنصار الشريعة أو القاعدة في جزيرة العرب ونشرت عدة منشورات عن إقدام صالح على عرقلة عملية انتقال السلطة بطرق مختلفة أهمها سيطرة أقربائه على الأجهزة اليمنية في البلاد منها السماح للمتظاهرين ضد فيلم براءة المسلمين بتجاوز نقاط التفتيش حول محيط السفارة الأمريكية بصنعاء ويؤمن اليمنيون أن علي عبد الله وصالح وأبنائه هم المسؤولين عن كل التفجيرات والاضطرابات الأمنية التي تعصف بالبلاد

## عضوية المنظمة الدولية
اليمن عضو في الأمم المتحدة (الأمم المتحدة) والفروع التالية في الأمم المتحدة والوكالات المتخصصة:
- منظمة الأغذية والزراعة
- منظمة الطيران المدني الدولي
- الصندوق الدولي للتنمية الزراعية
- منظمة العمل الدولية
- المنظمة البحرية الدولية
- الاتحاد الدولي للاتصالات السلكية واللاسلكية
- مؤتمر الأمم المتحدة للتجارة والتنمية
- الأمم المتحدة منظمة التربية والعلم والثقافة
- مفوض الأمم المتحدة السامي لشؤون اللاجئين
- منظمة التنمية الصناعية في الأمم المتحدة
- الاتحاد البريدي العالمي
- منظمة الصحة العالمية

اليمن أيضا عضو في المنظمات التالية:
- الصندوق العربي للتنمية الاقتصادية والاجتماعية
- صندوق النقد العربي
- مجلس الوحدة الاقتصادية العربية
- مجموعة ال 77
- وكالة الطاقة الذرية الدولية
- البنك الدولي للتعمير والتنمية
- منظمة الطيران المدني الدولي
- الاتحاد الدولي لنقابات العمال الحرة
- المحكمة الجنائية الدولية (الموقعة)
- المنظمة الدولية للشرطة الجنائية
- الاتحاد الدولي لجمعيات الهلال الأحمر والصليب الأحمر
- المؤسسة المالية الدولية
- صندوق النقد الدولي
- البنك الإسلامي للتنمية
- جامعة الدول العربية
- وكالة ضمان الاستثمار المتعددة الأطراف
- منظمة حظر الأسلحة الكيميائية
- منظمة التعاون الإسلامي
- المنظمة العالمية للملكية الفكرية
- المنظمة العالمية للأرصاد الجوية

اليمن منحت مركز المراقب في منظمة التجارة العالمية (WTO) في عام 1999، وفي عام 2002 وعام 2003 قدم الوثائق اللازمة للحصول على العضوية الكاملة. اجتمعت الفرقة العاملة في منظمة التجارة العالمية في اليمن في عام 2004، وبعد ذلك مرتين لمناقشة انضمام اليمن؛ ومن المتوقع أن يستغرق عدة سنوات المفاوضات.

## المعاهدات الدولية الرئيسية
اليمن إحدى الدول موقعة على مختلف الاتفاقات الدولية بشأن السلع الزراعية والتجارة، والدفاع، والتعاون الاقتصادي والتقني، المسائل المالية والبريدية. اليمن هو عدم ملحق أنا القطرية في إطار «اتفاقية الأمم المتحدة الإطارية» المتعلقة «تغير المناخ». اليمن ليست من الدول موقعة على بروتوكول كيوتو، لكن قد انضمت إليها، والذي له نفس التأثير القانوني كالتصديق. اليمن هي إحدى الدول موقعة على «معاهدة» عدم انتشار الأسلحة النووية، وهو طرف في «اتفاقية الأسلحة البيولوجية»، وقد وقعت وصدقت على «اتفاقية الأسلحة الكيميائية». اليمن أيضا طرفا في الاتفاقيات البيئية المتعلقة بالتنوع البيولوجي، والتصحر، والتغيير في البيئة، النفايات الخطرة، قانون البحار، وحماية طبقة الأوزون.

## ملخص
| الدولة           | بدأت العلاقات الرسمية | ملاحظات |
| ---------------- | --------------------- | --- |
| أرمينيا          |                       | لا توجد علاقات دبلوماسية بين أرمينيا واليمن. |
| أذربيجان         | 1992                  | أقامت أذربيجان واليمن العلاقات الدبلوماسية في عام 1992. |
| بنغلاديش         | 15 يونيو 1971         | انظر العلاقات اليمنية البنغلادشية |
| الصين            |                       | انظر العلاقات الصينية اليمنية |
| جيبوتي           |                       | انظر العلاقات اليمنية الجيبوتية العلاقات بين اليمن وجيبوتي جيدة، ويتم التعاون على عدة مستويات. تم اقتراح جسر بين البلدين. |
| إريتريا          |                       | انظر العلاقات اليمنية الإريترية في عام 1995، اندلعت حرب بين اليمن وإريتريا على جزر حنيش. حصلت اليمن على معظم مجموعة الجزر في عام 1998. |
| فرنسا            |                       | انظر العلاقات اليمنية الفرنسية |
| اليونان          |                       | انظر العلاقات اليمنية اليونانية |
| الكرسي الرسولي   | 1998                  | أقام الكرسي الرسولي واليمن علاقات دبلوماسية في عام 1998. |
| الهند            |                       | انظر العلاقات اليمنية الهندية |
| إيران            |                       | انظر العلاقات اليمنية الإيرانية بعد العقدين الأولين من الثورة الإسلامية، لم تكن العلاقات بين طهران وصنعاء قوية أبدًا، لكن في السنوات الأخيرة حاول البلدان تسوية خلافاتهما. وجاءت إحدى علامات ذلك في 2 ديسمبر 2003، عندما أعلنت وزارة الخارجية اليمنية أن "اليمن يرحب بطلب إيران المشاركة في جامعة الدول العربية بصفة مراقب". ومع ذلك، كانت العلاقات متوترة أيضًا في السنوات الأخيرة، لا سيما فيما يتعلق بالدعم الإيراني للمتمردين الحوثيين في اليمن. |
| إسرائيل          |                       | انظر العلاقات اليمنية الإسرائيلية ما يقرب من 435,000 يهودي من أصل يمني يقيمون في إسرائيل. |
| إيطاليا          |                       | انظر العلاقات اليمنية الإيطالية |
| ماليزيا          |                       | انظر العلاقات اليمنية الماليزية |
| المكسيك          | 2 مارس 1976           | انظر العلاقات اليمنية المكسيكية |
| عمان             |                       | انظر العلاقات اليمنية العمانية تتمتع عمان واليمن بعلاقات جيدة بشكل عام. يشترك البلدان في الحدود. |
| باكستان          |                       | انظر العلاقات اليمنية الباكستانية |
| السعودية         |                       | انظر العلاقات اليمنية السعودية |
| سنغافورة         |                       | تتمتع سنغافورة واليمن بشكل عام بعلاقات متينة وجيدة. سنغافورة هي أحد أكبر الشركاء التجاريين لليمن خارج دول الخليج |
| الصومال          |                       | انظر العلاقات اليمنية الصومالية على الرغم من أن العلاقات بين الصومال واليمن تمتد إلى العصور القديمة، أقام البلدان رسميًا علاقات دبلوماسية في 18 ديسمبر 1960. كلا البلدين عضوان أيضًا في جامعة الدول العربية. في أعقاب اندلاع الحرب الأهلية الصومالية في التسعينيات، حافظت السلطات اليمنية على علاقاتها مع الحكومة الوطنية الانتقالية الصومالية المنشأة حديثًا وخليفتها الحكومة الاتحادية الانتقالية. كما رحبت السلطات اليمنية بإنشاء حكومة اتحادية في الصومال لاحقًا في أغسطس 2012، وأكدت مجددًا دعم اليمن المستمر للحكومة الصومالية وسلامة أراضيها وسيادتها. |
| كوريا الجنوبية   | 22 أغسطس 1985         | تأسست العلاقات الدبلوماسية في 22 أغسطس 1985 مع اليمن الشمالي، وفي 17 مايو 1990 مع اليمن الجنوبي. |
| إسبانيا          |                       | انظر العلاقات اليمنية الإسبانية |
| السودان          |                       | انظر العلاقات اليمنية السودانية اعتبارًا من عام 2011، لم تكن العلاقات بين اليمن والسودان قوية بشكل خاص، لكنها اكتسبت أهمية إضافية بعد أن طورت اليمن والسودان وإثيوبيا تحالفًا في أواخر عام 2003. اجتمع قادة الدول الثلاث لاحقًا بشكل متكر؛ كان محور اهتمامهم في كثير من الأحيان إريتريا. اتخذ هذا التحالف منعطفًا مثيرًا للاهتمام في نهاية عام 2004، عندما عرض الرئيس اليمني علي عبد الله صالح التوسط في الخلافات بين السودان وإريتريا. مع تحسن العلاقات بين السودان وإريتريا، أصبح التحالف الثلاثي مع إثيوبيا كامنًا. اجتمع رؤساء حكومات السودان واليمن وإثيوبيا والصومال في أديس أبابا في أوائل عام 2007، حيث ركزوا على الوضع في الصومال. كما وقع السودان واليمن 14 اتفاقية تعاون في منتصف عام 2007. اعتبارًا من أوائل عام 2011، كانت العلاقات بين السودان واليمن ودية ولكنها أقل أهمية مما كانت عليه قبل عدة سنوات. |
| إثيوبيا          |                       | انظر العلاقات اليمنية الإثيوبية اكتسبت العلاقات بين اليمن وإثيوبيا أهمية إضافية بعد أن طورت اليمن والسودان وإثيوبيا تحالفًا في أواخر عام 2003. اجتمع قادة الدول الثلاث لاحقًا بشكل متكر؛ كان محور اهتمامهم في كثير من الأحيان إريتريا. مع تحسن العلاقات بين السودان وإريتريا، أصبح التحالف الثلاثي مع إثيوبيا كامنًا. اجتمع رؤساء حكومات السودان واليمن وإثيوبيا والصومال في أديس أبابا في أوائل عام 2007، حيث ركزوا على الوضع في الصومال. |
| تركيا            |                       | انظر العلاقات اليمنية التركية |
| المملكة المتحدة  |                       | انظر العلاقات اليمنية البريطانية |
| الولايات المتحدة |                       | انظر العلاقات اليمنية الأمريكية تقليديًا، كانت علاقات اليمن مع الولايات المتحدة فاترة، حيث أعاق الافتقار إلى العلاقات العسكرية القوية والعلاقات التجارية تطوير العلاقات الثنائية القوية. خلال السنوات الأولى لإدارة جورج بوش، تحسنت العلاقات تحت عنوان الحرب على الإرهاب. |